# Aulnay-sur-Mauldre
Aulnay-sur-Mauldre is een plaats in Frankrijk. Het ligt op 35 km ten westen van het centrum van Parijs.
De Mauldre stroomt door Aulnay-sur-Mauldre.

## Kaart
De onderstaande kaart toont de ligging van Aulnay-sur-Mauldre met de belangrijkste infrastructuur en aangrenzende gemeenten.

## Demografie
Onderstaande figuur toont het verloop van het inwonertal, bron: INSEE-tellingen. 

## Websites
- Informatie over Aulnay-sur-Mauldre
- (fr)  Statistische informatie op de website van INSEE

1. ↑  Populations de référence 2022.